# Cardenales de Nuevo León
Los Cardenales de Nuevo León son una agrupación de música regional mexicana especializada en el estilo norteño y originaria de Monterrey (Nuevo León). Fue formada en 1982 y se ha caracterizado como una de las más grandes agrupaciones de la música norteña.
Han sido galardonados a premios Grammy Latinos, Billboard, oyE!, Furia Musical, incluso en el 2008, Don Chayo, recibió una Estrella de Oro, por parte del gobernador del estado de Nayarit, también su disquera los ha galardonado durante repetidas ocasiones.[cita requerida]

## Historia
En sus primeros años, eran solamente un grupo local, para distintos eventos sociales.

### 1984-2020
En 1984 graban su primer álbum llamado Los Cardenales de Nuevo León apareciendo en la portada solo el cantante y bajo sextista Cesáreo Sánchez (don Chayo) y el acordeonista Reynaldo González, bajo el sello BMG (ahora Sony), con el éxito El Cachas de Oro, que diez años después lo volverían a grabar bajo el sello Disa en el disco se quitan el sombrero.
Cuando el entonces jefe de Disa, Domingo Chávez† (1993), les abrió las puertas al éxito en 1987, en la misma ciudad de San Nicolás de los Garza, ciudad donde se encuentran las oficinas de Disa.
En 1987, graban su segundo álbum con Disa, llamado Los cardenales de Nuevo León, Vol. 2, con el éxito Si Yo Fuera Él, Vestido Blanco, y El Cardenal.
En 1989, recibieron un disco de oro por las altas ventas de su segundo disco con éxitos como: La Chuyita, (que hasta la fecha se encuentra descontinuado por su disquera, grabado en 1988) y apareciendo con el nombre Cardenales de Nuevo León omitiendo el sustantivo LOS, con Top Hit Records, y en el mismo año lanzan su tercer disco, que tuvo temas como: Amor de Unas Horas, La Pera Madura e ¿Y Cómo Es Él?, de José Luis Perales.[cita requerida]
Para 1990, con su cuarto disco con temas como: Y Que Más Da, comenzaron su videografía, siendo este sencillo el primero en tener video, además de lanzar sencillos como :Amor Chiquito y El Sepulcro de Zapata.[cita requerida]
También en este mismo año, lanzan su primera producción de corridos titulada, Con la fuerza del corrido, con temas como: Corrido del Río Bravo, Beto Luna, Sucedió en un panteón y Misa de cuerpo presente.[cita requerida]
A finales de 1991, graban el disco Comprarón una cantina, con el tema Compre Una Cantina, de la cual su portada y video exactamente refieren al tema de una cantina, teniendo también temas como: Mi Cómplice, El Primer Tonto, Si Ella Supiera, Asesino a Sueldo.[cita requerida]
Durante el mismo año, su vocalista Don Chayo Sánchez, graba un trío con Arnulfo López de Los Traileros del Norte, y Salomon Robles de Salomon Robles y sus Legendarios, (del cual es hermano de Eliseo Robles, exintegrante de Ramón Ayala y Los Bravos del Norte, quien después formó a Los Bárbaros del Norte, y padre de Cheo Robles, vocalista de La Leyenda), con el tema Tres por Una.[cita requerida]
En 1992, entran al estudio de grabación siendo su director artístico Sergio Villarreal director y vocalista del "Grupo Ladrón" y lanzan al mercado uno de los discos con más éxito en su carrera "Fuego contra fuego", sobresaliendo los temas "Soy Lo Peor" de "Armando Manzanero, "Qué Lástima" y "Para Olvidarme de Ti" compuestas por "Sergio Villarreal", y "Las Cerezas", tema hecho popular por "Los Carrión".[cita requerida]
En 1993 el mundo de los LP estaba llegando a su término para dar entrada a los CD, así que deciden realizar la recopilación de sus tres últimos discos; Fuego contra fuego, Con la fuerza del corrido y Comprarón una cantina.[cita requerida] También lanzan dos discos de 15 éxitos (canciones de los discos 1 y 2).[cita requerida] En ese mismo año son nombrados "La fortaleza norteña" como se conocen hasta la actualidad.[cita requerida]
En 1994, se lanzó el disco "Se quitan el sombrero", (portada en la cual no hacen dicha acción que nombra al álbum), que da los temas: Comprendala, Amor Añejo, La Chica Está Enojada, Soy, Siempre Re Amaré, Y Lloras Corazón de "Sergio Villarreal".
En 1995 les da la oportunidad de lanzar dos producciones, Boleros para recordar con los temas: Entrega Total, La Novia Blanca y Disculpame, la siguiente fue La fortaleza esta contigo con los temas: Que Daría Yo, Porque Yo y Cómo Voy A Olvidarla.
En 1996, con Nuevamente el amor, presentan temas como Nuevamente el amor, que tiene un video muy curioso, ya que Don Chayo, principalmente regresa a su casa, y después se le ve en un centro comercial entrando a una tienda de ropa vaquera, y la dependiente de la misma lo reconoce, otros temas son Te seguire, Desde hoy y Perdido en un dolor, que durante años, mucha gente pensó que Reynaldo, el acordeonista, era el intérprete de esta canción, pero realmente era el hijo de Don Chayo, Chayin, quien fuera el baterista por más de 10 años, y después pasado a las percusiones. Durante la convención de Discos Sabinas (Disa) del mismo año, recibieron discos de oro por sus álbumes Se quitan el sombrero(1994), Boleros para recordar(1995), y La fortaleza esta contigo(1995).
En 1997, con su producción Con canciones y tequila, lanzan No me quieras engañar, Con canciones y tequila y El gran maestro.
En 1998, con Espejo de cantina, además de ese sencillo y La baraja, se lanzó el popurrí "Cardenaleando la cumbia", interpretado por Chayin.
En 1999, su segunda producción de boleros llamada Lo mejor de los boleros, aparece en el mes junio, y para cerra el milenio se dan paso con La Cosecha, con los temas Con dinero puedes, con un video extraño donde hay una aparición de un doble de Don Chayo, Te quiero con locura, Que lindo es ser rico.

### 2020-presente
En 2001, abren el milenio, con De Norte a Sur, con los temas Necesito decírtelo, Bailotea, interpretada por Chayin, El último adiós, Ladrona de amor y por último Y que ganaste.
En 2002, en su grabación Por las Damas, apadrinan al grupo Los Condes, incluyendo 5 temas de dicha agrupación, Productor Musical (Sergio Caballero) y mientras lanzaron los temas Por las damas, Aunque te rompan el alma y Belleza de cantina, con un video ambientado en el viejo oeste.
Por otro lado, fueron invitados a grabar El corrido del Padre Amaro, para la película El crimen del padre amaro.
En 2003, con Paso a la reina, Productor Musical (Sergio Caballero) lanzan el sencillo del disco homónimo y Mi amante, uno de los temas interpretados por Valentin Elizalde†.
En 2005, con su disco Ranchero, Productor Musical (Sergio Caballero) lanzan Quiero que sepas, y al año siguiente, 2006, ponen los temas Como te llamas paloma del disco homónimo, y Que no daría, Productor Musical (Sergio Caballero)
En 2007, lanzan El juramento, Productor Musical (Sergio Caballero) mismo sencillo lanzado ese año bajo el sello de Serca Music, y en el 2008, dan al mercado dos producciones Con la pasión del corrido y Con corazón necio, Productor Musical (Sergio Caballero) que dio los temas Corazón necio y Ya lo se, además se incluye el tema Hechizado, bello tema con adaptación de mariachi.
En 2009, con Se Renta Un Corazón, han colocado los temas No te extraño y Se renta, además que Don Chayo, ya ha conseguido un refuerzo para reemplazarlo en el bajo-sexto, y el siguiente disco es A mis viejos, donde Don Chayo, interpreta canciones dedicadas en los días de la Madre y del Padre, como Que falta me hace mi padre, Mañanitas a mi padre y Mil flores de Mayo, entre otros temas.
En 2020, Cesáreo Sánchez deja la agrupación, e inicia el proyecto Don Chayo El Cardenal Mayor y su Fortaleza Norteña, en conjunto con su hijo Marcos, mientras que Cesáreo Sánchez Jr. continuará con Los Cardenales de Nuevo León.
En 2021 regresa Cesáreo Sánchez a la agrupación Los Cardenales De Nuevo León con nuevos elementos, Reynaldo González Macías, Leonel Lozano, Sergio Lozano, Alejandro Treviño dejan la agrupación Los Cardenales De Nuevo Leon y forman Reynaldo González Y Sus Pajarillos.

## Discografía
- 1984 El cachas de Oro
- 1987 -Los Cardenales De Nuevo León' Si Yo Fuera El.
- 1988 - Vol. 2 Amor ciego.
- 1989 - vol. 3 Amor de unas horas.
- 1990 - vol. 4 Y que más da.
- 1991 - vol. 5 Con la Fuerza del Corrido.
- 1991 - Compraron Una Cantina.
- 1992 - Fuego Contra Fuego
- 1994 - Se Quitan el Sombrero.
- Boleros Para Recordar (1995)
- La Fortaleza Esta Contigo (1995)
- Nuevamente el Amor (1996)
- Con Canciones y Tequila (1997)
- Espejo de Cantina (1998)
- Lo Mejor de los Boleros (1999)
- La Cosecha (1999)
- De Norte a Sur (2001)
- Por Las Damas (2002)
- Paso A La Reina (2003)
- Éxitos con banda (2004)
- Ranchero (2005)
- Como Te Llamas Paloma (2006)
- El Juramento (2007)
- Con La Pasión Del Corrido (2008)
- Con Corazón Necio (2008)
- Se Renta Un Corazón (2009)
- A Mis Viejos (2009)
- Con muchas ganas (2010)
- desde el sur hasta el norte(2012)
- que nadie sepa (2014)
- 2015 con sax
- Hasta  que amanezca (2016)
- Un aviso del cielo (2017)
- Con guitarras Compa (2019)
- La historia continúa (2020)

## Miembros

### Miembros actuales
- Cesáreo Sánchez ”Don Chayo" Cantante Mexicano (1982-2020) (2021- )
- Cesáreo Sánchez Jr. - “Chayin” Percusiones (baterista de 1982 a 1998) (1982- 2022 )
- Marcos Sánchez - Bajo sexto y voz (2021-)
- Juan Jesús Jiménez – Acordeón y segunda voz (2021-)
- Eduardo Villanueva – Bajo eléctrico (2021-)
- Javier Martínez “Javi” – Batería (2021-)

### Miembros antiguos
- Enrique González Macias - Bajista
- Juan Marcos Garza " El Pollo" - Baterista
- José Roberto Peña - Bajo sexto
- Juan Hernández - Animador
- Reynaldo González Macías - Acordeón y segunda voz
- Sergio Lozano - Batería
- Alejandro Treviño - Bajo
- Leonel Lozano - Bajo-sexto y voz